# Nemesmilitics
Nemesmilitics (szerbül: Svetozar Miletić/Светозар Милетић, horvátul: Lemeš) település Szerbiában, a Vajdaságban, a Nyugat-bácskai körzetben. Lakossága 3169 fő vegyes összetételű, de a magyarok relatív többséget alkotnak.

## Fekvése
A falu Bácska északnyugati részén helyezkedik el a Telecskai dombhátság lábánál.
A szomszédos települések: Zombor, Őrszállás, Sári és Csonoplya. A falut két közlekedési útvonal szeli át északkelet-délnyugat irányban. Ezek a vasútvonal és a Zombort és Szabadkát összekötő főútvonal. Ezeket az utakat  egy másodrangú aszfaltút szeli át, amely összeköti a falut Sárival és Csonoplyával.
A falu megművelhető földterülete északkelet – délnyugat  irányban helyezkedik el és 60 km² területű.

## Nevének eredete
A falu neve a lakosság összetételéből származik. Nemes a nemesekről mely titulust jelent, a Militics feltehetőleg a „miles”, „militis” – katona, katonás latin szóból ered. A bunyevácok lerövidítették Lemes-re. Később hívták Ráczmilitics-nek is.
Szerbül 1925-től Svetozar Miletić, németül Lemesch vagy Berauersheim.

## Története
A település létrejöttéről nincs pontos történelmi adat, azonban az ismert, hogy a rómaiak fennhatósága alatt a Pannon-síkságon és e településen laktak többek között szarmaták, illírek.
A község határában lehetett a mohácsi vész előtt Halmos, melyeknek fennállásáról 1399-től 1521-ig fennmaradt adatok adnak bizonyságot, de azontúl említés sem történik róluk.

### A török kor
A Militics név csak a török hódoltság idejében tűnt fel. A török defterek nem említik ugyan ebben az alakban, de hasonló néven: Marit, Mertić, Meritić. 1543-ban 16 forinttal, 1650-ben ugyanannyi haráccsal adózott az érseknek. 1633-ban a nádor Kovácsy Miklósnak adományozta, a Bács vármegyében lévő Sári és Meriticz nevű elpusztult falvakat vagy pusztákat. 1681-ben ugyanezt a két pusztát Balassa Ádám és neje Borhy Judit kapták. A Meriticz név többé nem fordul elő és Sári szomszédsága miatt is csak a mai Nemesmilitics érthető alatta. Az 1700. évi Olber-féle összeírásban fel van sorolva Nagy-Militics, mely a török időkben a kalocsai érseknek fizetett adót és pedig szokatlanul sokat. Militics ekkor már puszta volt és a kamara bérbe adta.
1720 körül a zombori militárisok ragadták magukhoz Velki Milisity és Drugi Milisity pusztákat és ezeket be is népesítették. – Velki Milisity alatt a mai Nemesmilitics értendő, Drugi-Milisity pedig a Zombor déli szomszédja volt.

### Telepítések
Mikor Zomborban a határőri milicia 1745-ben megszűnt, akkor a vármegyei és kamarai körökben fölmerült, hogy Zombor legyen a vármegye székhelye és hogy a még gyér számú nemesi családok gyarapítására, a közeli kincstári puszták egyikén nemesi községet telepítsenek. A választás Militics pusztára esett, és a telepítési mozgalom 1747-ben meg is indult. Amint a telepítési szándék közhírré lett, Berecz János bezdáni nemes és társa Botka András, továbbá Bajcsi Antal és Mátyus Pál együttesen kezdték meg a telepítési engedély megnyerése iránti eljárást. – Már 1748-ban több szabadkai bunyevác nemes család költözött át a pusztára, melyet akkor Telecska pusztának is neveztek.
Berecz és társai a vármegyétől és a kamarától az engedélyt megszerezve, az idetelepedő nemesek 1750-ben a pusztát elfoglalták. A kamarai elnök és Rédl adminisztrátor e pusztát kizárólagosan csak nemeseknek akarták bérbe adni; ennek következtében az egész országból az elszegényedett nemesek ideözönlöttek, de szegénységükben alig tudtak itt megélni s ezért 1752-ben a vármegyétől segélyt kértek. A kamara az idetelepített 36 nemes családnak (26 család magyar, akik pesti, pozsonyi, honti, trencséni és Nyitra megyei községeiből érkeztek, és 10 dalmát család Szabadkáról) megadta azt a lehetőséget hogy kiválthassa a saját birtokát egy meghatározott összegért. Ezt négy család azonnal megtette, a többiek pedig több évi törlesztéssel váltották ki birtokukat. A község összesen 40 ezer forintért váltotta ki a kamarától a királyi adományt, melyet a nemesi birtokokra a nemesi családok 1803 december 9-én kaptak meg.
Az idetelepített 36 család: Allaga, Alföldy, Baghy, Bajcsy, Barasevics, Berko, Burza, Csernus, Czintula, Dózsa, Hajnal, Horváth, Ivanics, Ivánkovics, Kaits, Kanyó, Klinovszky, Knézy, Kocsis, Körmendi, Kunszabó, Laczkó, Littvay, Mándics, Markovics, Mátyus, Molnár, Nagy, Odry, Pál, Piukovics, Radics, Tar, Vidákovics, Vujevics és Zorád családok.
1752-ben megalakult a katolikus plébánia, elkezdődött az anyakönyv vezetése és az iskolai oktatás. A templom 1818-ban épült fel, majd 1842-ben restaurálták. A település a statútumát 1758-ban kapta meg, mely szerint a közbirtokosság külön önkormányzattal bírt. A nemes lakosok tagjai voltak a községi gyűlésnek, mely 12 tanácsesküdtet választott s ezek közül került ki évenként a hadnagy, aki később kapitány címet viselt. A község 1805-ben a királyi adomány után a vármegyétől újabb statútumot kapott, amely az előbbinek lényegét nem változtatta meg; az elöljáróságot olyképp szervezte, hogy a község ügyeit a kapitány, hat esküdt és egy jegyző vezette.
1771-ben 60 nemes család lakott e községben. 1848 előtt birtokosai voltak Czintula János, Körmendy János, Alföldy Lajos, Odry József consiliárius alispán, Knézy Antal alispán, Pál Antal későbbi alispán, a Piukovics, Hajnal, Kijevics családok és mások.

### 20. század
Az első világháború, a tífusz és más betegségek nagy pusztítást végeztek, gazdaságilag mégis fejlődött. A lakosság nagyobb részt földműveléssel foglalkozott, de közben lassan létrejöttek az első magánműhelyek, kisebb gyárak (malmok), gyógyfürdők mint a „Lemes Gyógyfürdő”.
Az első világháború után a falu is bekerül az új államberendezésbe – Szerb-Horvát-Szlovén Királyságba. 1925-ben az új vezetőség megváltoztatja a falu nevét Svetozar Miletićre, amelyet a szerbek egyik politikai vezetőjéről kapta és máig hivatalos.

## Népessége
1910. évi népszámlálás: 3758 lakos, ebből 2176 magyar, 1380 bunyevác, 138 német.
1981.: 3685 lakos.
1991-ben 3292 lakos, ebből 1673 magyar, 596 horvát, 420 jugo., 317 bunyevác.
2002-ben 3169 lakos, 1455 magyar, 581 horvát, 549 szerb, 217 bunyevác.

## Híres személyek
- Itt született 1853-ban Kanyurszky György római katolikus pap, teológiai doktor, nyelvtudós, egyetemi tanár.

## A templom
A mai római katolikus templom alapjait 1752. július 16-án helyezték le és szentelték föl. Még ugyan abban az évben plébánia alakult, megkezdődött az anyakönyvvezetés, iskola is működött, de a templom csak 1818-ban épült fel. A templomról a községi nemesség gondoskodott, akik a templomot rendben tartották és gondoskodtak a plébánosról. A plébános 100 hold földdel rendelkezett, amelyet a nemesek adományoztak neki, és ők nevezték ki a plébánost is.
A templom barokk stílusban épült, és abban az időben amikor építették, a legszebb templomok közé tartozott a környéken. Freskóit a budapesti Franz Lohr készítette, feltételezik, hogy ő az oltárképek alkotója is. A templomban még két műalkotás található, az egyik Martin Kozarek mesteré: Nepomuki Szent János, a másik Szent Ferencet ábrázolja és a zombori Steiner Lajos műve. Található itt még néhány igen szép szobor is, amelyeket zágrábi mesterek készítettek fából életnagyságban.
Az 1990-es évek végén új szoboroltárral gyarapodott, amely lurdesi Szüz Máriát ábrázolja. Ez az oltár a környékbeli Kerény falu templomából lett áthozva, amikor az ottani használaton kívüli templom át lett adva a pravoszláv egyháznak, mert Kerény lakossága svábokból állt, akik a II. világháború után 100%-ban ki lettek telepítve. Helyükbe szerb kolonistákat telepítettek, akik az utóbbi évekig a kommunizmus miatt nem tartottak rá igényt. A II. világháború után a templom vagyonát elkobozták, és a templom azóta a szabadkai püspökség hatáskörébe tartozik.
A domboldalon a sírok között vezet fel az út a kápolnához, ami a domb legmagasabb pontjára épült. Két oldalt vannak felállítva a kálvária állomások (stációk). Havas Boldogasszonynak van szentelve, amelynek augusztus 5-én van az ünnepe. 1924-ben szentelték fel. Eredetileg zarándok helynek készült. A kápolna sokáig elhanyagolt állapotba volt, a kétezres években kitatarozták, és tetejére is visszaállították a három ledöntött keresztet. Halottak napján és Havas-Boldogasszony napján a kápolnában tartják a misét.
A templomkertben létezett még egy Getszemáni kertnek nevezett szoborcsoport is.